# Friedrich von Winterfeld (Jurist)
Friedrich Karl Hermann von Winterfeld (* 10. März 1875 auf Gut Neuendorf bei Neustadt (Dosse), Landkreis Ostprignitz; † 12. März 1949 in Berlin) war ein deutscher Gutsbesitzer, Verwaltungsjurist und Politiker (DNVP).

## Leben
Winterfeld entstammte einem Adelsgeschlecht der Mark Brandenburg. Seine Eltern waren der Erbherr von Neuendorf  Karl Hans Detlof von Winterfeld (* 17. Juni 1843; † 24. April 1915) und dessen Ehefrau Emilie von Rohr (* 30. Oktober 1850; † 21. Mai 1917).
Er besuchte das Gymnasium und studierte an der Ruprecht-Karls-Universität Heidelberg Rechtswissenschaft. Er legte 1900 das Referendarexamen am Kammergericht ab und wurde zum Dr. iur. promoviert. Ende November 1904 bestand er das Staatsexamen als Regierungsassessor. Im Anschluss begann er seine Laufbahn als Verwaltungsjurist. Zunächst stellvertretender Landrat im Kreis Duisburg mit dem Amtssitz in Ruhrort, ließ er sich im Herbst 1905 zum Besuch von Fortbildungen beurlauben. 1905 wurde er im Corps Saxo-Borussia Heidelberg recipiert. Im März 1906 wurde er zum Oberpräsidenten der Provinz Schlesien in Breslau versetzt. Seit 1907 war er Ehrenritter des Johanniterordens. 1908–1920 amtierte er als Landrat im heimatlichen Kreis Ostprignitz, den er auch als Abgeordneter der Konservativen Partei im Preußischen Herrenhaus vertrat. Zugleich übte er die Verwaltung des Familienbesitzes Neuendorf aus, dessen Herr er mit dem Tod seines Vaters 1915 wurde.
Der Landesdirektor der preußischen Provinz Brandenburg ernannte ihn am 6. März 1920 zum Preußischen Provinzialrat. 1921 wurde er dann Rechtsritter des Johanniterordens, Winterfeld war Mitglied der Brandenburgischen Provinzialgenossenschaft der Kongregation.
Am 22. September 1908 heiratete er auf Gut Conradswaldau Hildegard von Kulmiz (* 5. Mai 1884 in Ida- und Marienhütte, Niederschlesien; † 6. September 1980 in Wetzlar), die Tochter des Gutsbesitzers Eugen von Kulmiz, Gutsherr auf Conradswaldau-Ingramsdorf und anderen, und der Maria von Moltke (Haus Kreisau). Das Ehepaar hatte eine Tochter und zwei Söhne.
In der Novemberrevolution verhielt er sich trotz betont „königstreuer“ Gesinnung loyal gegenüber den neuen Regierungsstellen. Seine amtlichen Funktionen übte er regulär unter Aufsicht des Arbeiter- und Soldatenrates aus. Er schloss sich der Deutschnationalen Volkspartei an. 1918 wurde er zunächst Hauptritterschaftsdirektor, 1920 dann Vorsitzender der Kur- und Neumärkischen Hauptritterschaftsdirektion sowie Vorsitzender der Landschaft (Preußen). Sein Amt als Landrat musste er aufgeben, als im Frühjahr 1920 aus SPD-geführten Berliner Ministerien Vorwürfe über eine Verwicklung in den Kapp-Putsch gegen Winterfeld erhoben wurden. Sie ließen sich nicht erhärten, führten aber zu seiner zeitweiligen Suspendierung und anschließenden Neubesetzung der Stelle. 1921–1933 war er Mitglied des Preußischen Landtages, ab 1928 als stellvertretender Vorsitzender der DNVP-Fraktion. Im Vorfeld des Volksentscheids gegen den Young-Plan (Juli 1929) gehörte Winterfeld mit bekannten deutschnationalen Politikern wie Alfred Hugenberg und Heinrich Claß und führenden Funktionären des Stahlhelm, Bund der Frontsoldaten wie Franz Seldte, Theodor Duesterberg und Adolf Hitler dem Reichsausschuß für das deutsche Volksbegehren an. Einen Tag nach dem Tag von Potsdam hielt Winterfeld im preußischen Landtag eine Rede, in der er die Niederwerfung des Marxismus feierte und Hoffnung auf die Wiedererrichtung der Monarchie äußerte. Der NSDAP-Abgeordnete Wilhelm Kube trat daraufhin auf ihn zu und drückte ihm demonstrativ die Hand.
Neben seinen politischen Funktionen war Winterfeld Mitglied des Verwaltungsrates der Deutschen Rentenbank Kreditanstalt, Mitglied des Ausschusses der Preußischen Staatsbank und Mitglied des Vorstandes des Ostprignitzer Landbundes. Nach der Machtergreifung der Nationalsozialisten und der Selbstauflösung der DNVP trat er politisch nicht mehr hervor. Er zog sich auf das Gut Neuendorf zurück. 1945 wurde er enteignet und nach Koppenbrück bei Neustadt verbannt.